# 이흥련
이흥련(李興練, 1989년 5월 16일 ~ )은 전 KBO 리그 SSG 랜더스의 포수이자, 현 KBO 리그 삼성 라이온즈의 전력분석원이다.

## 선수 시절

### 아마추어 시절
홍익대학교 야구부에서 주전 포수로 활약했으며 대학 야구 리그에서 활약했다. 대학 시절 홍익대 야구부 감독이었던 장채근에게 훈련을 받았으며 대학교 4학년 때 장채근이 KIA 타이거즈에 입단을 추천했지만 거절당했다.

## 삼성 라이온즈시절
2013년 신인 드래프트에서 2차 5라운드로 입단하였다.

#### 2014년시즌
진갑용의 수술, 당시 주전 포수였던 이지영의 시즌 중반 부상으로 선발 출장해 깜짝 활약했다.

### 두산 베어스시절
2016년 시즌 후 FA를 통해 삼성 라이온즈로 이적한 이원석의 보상 선수로 지명돼 이적하였다. 경찰 야구단 제대 후 활동했다.

### 경찰 야구단시절
2017년에 입단하였다.

### 두산 베어스복귀
2018년에 복귀하였다. 그러나 복귀한 해인 2018년 당시 주전 포수였던 양의지에 밀렸고, 2019년에는 1순위 백업이었던 박세혁에게 밀려 많은 기회를 얻지 못했다.

### SK 와이번스&SSG 랜더스시절
2020년 5월 29일 당시 두산 베어스 소속이었던 그와 김경호, SK 와이번스 소속이었던 권기영, 이승진과 2:2 트레이드를 통해 이적하였다. 고질적인 어깨 통증으로 인해 2023년 시즌 후 은퇴했다.

## 야구선수 은퇴 후
2024년부터 SSG 랜더스의 전력분석원으로 활동한다.

## 출신 학교
- 상탑초등학교
- 매송중학교
- 야탑고등학교
- 홍익대학교

## 통산 기록
| 연도 | 팀명  | 타율  | 경기 | 타수 | 득점 | 안타 | 2루타 | 3루타 | 홈런 | 루타 | 타점 | 도루 | 도실 | 볼넷 | 사구 | 삼진 | 병살 | 실책 |
| ---- | ----- | ----- | ---- | ---- | ---- | ---- | ----- | ----- | ---- | ---- | ---- | ---- | ---- | ---- | ---- | ---- | ---- | ---- |
| 2014 | 삼성  | 0.227 | 88   | 132  | 21   | 30   | 4     | 1     | 1    | 39   | 17   | 1    | 0    | 14   | 5    | 24   | 0    | 4    |
| 2015 | 삼성  | 0.238 | 71   | 105  | 16   | 25   | 7     | 0     | 1    | 35   | 17   | 2    | 1    | 1    | 1    | 22   | 1    | 1    |
| 2016 | 삼성  | 0.260 | 85   | 150  | 20   | 39   | 11    | 0     | 6    | 68   | 25   | 0    | 0    | 8    | 5    | 41   | 4    | 5    |
| 2018 | 두산  | 0.000 | 7    | 7    | 0    | 0    | 0     | 0     | 0    | 0    | 0    | 0    | 0    | 0    | 0    | 1    | 0    | 0    |
| 2019 | 두산  | 0.310 | 27   | 42   | 3    | 13   | 2     | 1     | 0    | 17   | 5    | 0    | 0    | 2    | 0    | 12   | 1    | 0    |
| 2020 | SK    | 0.240 | 49   | 125  | 6    | 30   | 1     | 0     | 3    | 40   | 20   | 0    | 0    | 6    | 0    | 29   | 5    | 3    |
| 2021 | SSG   | 0.236 | 90   | 127  | 15   | 30   | 3     | 0     | 3    | 42   | 14   | 0    | 0    | 12   | 5    | 31   | 4    | 1    |
| 2022 | SSG   | 0.133 | 22   | 45   | 4    | 6    | 2     | 0     | 0    | 8    | 1    | 0    | 0    | 5    | 2    | 22   | 2    | 0    |
| 2023 | SSG   | 0.071 | 16   | 14   | 1    | 1    | 0     | 0     | 1    | 4    | 2    | 0    | 0    | 2    | 0    | 6    | 0    | 1    |
| 통산 | 9시즌 | 0.233 | 455  | 747  | 86   | 174  | 30    | 2     | 15   | 253  | 101  | 3    | 1    | 50   | 18   | 188  | 17   | 15   |